# 울산지방해양수산청
울산지방해양수산청(蔚山地方海洋水産廳, Ulsan Regional of Oceans and Fisheries)은 대한민국 해양수산부의 소속기관이다. 2015년 1월 6일 발족하였으며, 울산광역시 남구 장생포고래로288번길6에 위치하고 있다. 청장은 서기관 또는 기술서기관으로 보한다.

## 직무
- 해상운송사업, 선박 등록 및 검사
- 선원근로감독 등 선원 관련 업무
- 항만 운영 및 연안역 관리
- 전산기기 운영·관리와 전산업무 개발
- 항만건설공사, 항만재개발 및 항만시설 유지·보수
- 어항의 건설 및 관리
- 항로표지시설 설치·유지 및 보수
- 공유수면 관리·매립 및 연안 관리
- 해양환경보전
- 어업경영체의 등록 및 관리
- 자율관리어업공동체 지도에 관한 사항

## 연혁
- 1955년 12월 12일: 부산지방해무청 소속으로 방어진출장소 설치.
- 1961년 10월 2일: 방어진출장소 폐지.
- 1963년 9월 20일: 부산지방해운국 소속으로 울산출장소를 설치.
- 1963년 9월 25일: 울산항 개항.
- 1972년 8월 26일: 교통부 소속 울산지방해운국으로 승격.
- 1976년 3월 13일: 항만청 소속 울산지방항만관리청으로 개편.
- 1977년 12월 16일: 해운항만청 소속 울산지방해운항만청으로 개편.
- 1979년 3월 23일: 온산출장소 설치.
- 1980년 5월 6일: 울산항건설사무소 설치.
- 1982년 1월 29일: 미포출장소 설치.
- 1994년 4월 30일: 울산항건설사무소 폐지.
- 1996년 8월 8일: 해양수산부 소속으로 변경.
- 1996년 8월 8일: 미포출장소 폐지.
- 1997년 5월 24일: 울산지방해양수산청으로 개편.
- 2004년 2월 2일: 출장소를 해양수산사무소로 개편.
- 2006년 1월 1일: 책임운영기관으로 지정.
- 2007년 12월 4일: 온산해양수산사무소 폐지.
- 2008년 2월 29일: 국토해양부 소속 울산지방해양항만청으로 개편.
- 2013년 3월 23일: 해양수산부 소속으로 변경.
- 2015년 1월 6일: 울산지방해양수산청으로 개편.
- 2015년 !2월 30일: 책임운영기관 지정해제.

## 관할구역
- 울산광역시

## 조직

### 청장
- 운영지원과[1]
- 선원해사안전과[1]
- 항만물류과[1]
- 해양수산환경과[1]
- 항만건설과[1]
- 항로표지과[1]

## 사건·사고 및 논란

### 울산지방해양항만청장 직급 상향 논란
2011년 4월 11일 울산항발전협의회는 “울산항은 부산, 광양항에 버금가는 전국 3위의 물동량을 창출하고 액체화물은 1위의 항만”이라며 “부산과 인천은 2급, 여수(광양)와 마산도 3급인데 현 4급인 울산지방해양항만청장의 직급으로는 신항개발 등 굵직한 항만정책을 이끌어나가는데 한계가 있다”고 말했다. 한편, 울산지방해양항만청장의 직급은 지난 2007년 울산항만공사 출범 이후 정부조직법 개정에 따라 하향 조정되었다.

## 같이 보기
- 동해지방해양경찰청
  - 울산해양경찰서
  - 울산항해상교통관제센터
- 울산항만공사